# Stylogaster speciosa
Stylogaster speciosa är en tvåvingeart som beskrevs av Aldrich 1930. Stylogaster speciosa ingår i släktet Stylogaster och familjen stekelflugor. Inga underarter finns listade i Catalogue of Life.